# Alright (Jamiroquai)
Alright is een nummer van de Britse acid jazzband Jamiroquai uit 1997. Het is de vierde single van hun vierde studioalbum Traveling without Moving.
Het nummer bevat samples uit It's All Right Now van Eddie Harris, en uit "Could Heaven Ever Be Like This" van Idris Muhammad. "Alright" werd een paar landen een hit. Het bereikte de 6e positie in het Verenigd Koninkrijk. In Nederland wist de plaat geen hitlijsten te bereiken, terwijl in Vlaanderen de 8e positie de Tipparade gehaald werd.